# Österreichischer Bridgesportverband
Het Österreichischer Bridgesportverband (ÖBV) (Oostenrijkse Bridgesportbond) is een koepelorganisatie.

## Organisatie en geschiedenis
Het Österreichischer Bridgesportverband is de nationale bridgeorganisatie van Oostenrijk en heeft als taken het reglementeren en bevorderen van bridge in Oostenrijk. Verder treedt de organisatie op als toernooileider, zorgt voor scholing, stelt de toernooikalender op en bemoeit zich met de meesterpunten. Verder zijn er:
- Raad voor huldigingen
- Raad van discipline
- Adviescommissie
- Senaat van cassatie
- Controle van de financiën

De bond geeft het tijdschrift Österreichische Bridge Magazin uit, dat tegelijkertijd verschijnt met de maandelijkse uitgave van  Bridge Aktuell.
Jaarlijks vindt er een jaarvergadering plaats.
De bond is opgericht in 1929 door Paul Stern (1892-1948), die ook de eerste voorzitter van de organisatie was. 
Het zetel is gevestigd in Wenen.
De Oostenrijkse Bridgesportbond is een van de oudste bridgebonden in de wereld. In 2012 had de federatie ongeveer 2.450 leden.
De bond is lid van de European Bridge League (EBL), die het Europees Kampioenschap Bridge organiseert en de  Wereld Bridge Federatie (World Bridge Federation (WBF)).
Voor de Tweede Wereldoorlog was Oostenrijk een van de sterkste bridgelanden.

## Bestuur
- Voorzitter: Doris Fischer
- Vicevoorzitter: Georg Engl (Regio West)
- Vicevoorzitter: Jörg Eichhölzer (Regio Oost) en tevens bondcoach (Verbandssportkapitän) van de federatie
- Vicevoorzitter: Helmuth Ölsinger (Regio Zuid)

en verder zijn er een
- Financieel adviseur
- Sport adviseur
- Sportbondcoach
- Junioren adviseur
- Kinderen adviseur
- Senioren adviseur

## Regionale bonden en verenigingen
Er zijn vier regionale bonden (Landesverbäne) en 43 verenigingen.
De vier regionale bonden zijn:
- Niederösterreichische Bridgesportverband
- Oberösterreichische Bridgesportverband
- Steirischer Bridgesportverband
- Wiener Bridgesport-Verband

## Toernooien
De Oostenrijkse Bridgesportbond organiseert de volgende nationale meesterklasse kampioenschappen:
- Österreichische Teammeisterschaft
- Österreichische Paarmeisterschaft
- Österreichische Schüler-Meisterschaft
- Österreichische Junioren-Paar-Meisterschaft
- Österreichische Senioren-Paarmeisterschaft